# Миропільська селищна рада
Миропільська се́лищна ра́да Миропільської селищної територіальної громади (до 1957 року — Новомиропільська сільська рада, 1957—1958 роки — Новомиропільська селищна рада, 1958—2016 роки — Миропільська селищна рада Житомирської області) — орган місцевого самоврядування Миропільської селищної територіальної громади Житомирського району Житомирської області. Розміщення — селище міського типу Миропіль.

## Склад ради

### Перший склад ради громади (2016р.)
Рада складається з 27 депутатів та голови.
Перші вибори ради та голови громади відбулись 18 грудня 2016 року. Було обрано 22 депутати ради, з них (за суб'єктами висування): самовисування — 15, «Народний фронт» — 3, Всеукраїнське об'єднання «Батьківщина» — 2, «Наш край» та Радикальна партія Олега Ляшка — по 1 депутатові.
Головою громади обрали позапартійного самовисуванця Ігоря Гиндича, тодішнього Миропільського селищного голову.
30 червня 2019 року відбулись додаткові вибори депутатів ради на території колишньої Печанівської сільської ради. Було обрано 5 депутатів, з котрих 4 — самовисуванці та 1 — представник Радикальної партії Олега Ляшка.

### VI скликання
За результатами місцевих виборів 2010 року депутатами ради стали:

#### За суб'єктами висування
| Суб'єкт висування                     | Кількість обраних депутатів | %    |
| ------------------------------------- | --------------------------- | ---- |
| Партія регіонів                       | 12                          | 40   |
| Самовисування                         | 10                          | 33,3 |
| Народна партія                        | 7                           | 23,3 |
| Українська соціал-демократична партія | 1                           | 3,3  |

#### За округами
| № округу                              | Прізвище, ім'я, по батькові     | Дата визнання обраним | Освіта             | Партійна приналежність                       | Відомості про обраного депутата                                             |
| ------------------------------------- | ------------------------------- | --------------------- | ------------------ | -------------------------------------------- | --------------------------------------------------------------------------- |
| Народна Партія                        |                                 |                       |                    |                                              |                                                                             |
| 8                                     | Дембіцький В'ячеслав Іванович   | 05.11.2010            | вища               | член Народної партії                         | Нижнього складу ст. Разіне ДП «Бердичівське лісове господарство», начальник |
| 10                                    | Скринський Віктор Петрович      | 05.11.2010            | середня            | член Народної партії                         | Миро -Пільське лісництво, майстер лісу                                      |
| 14                                    | Сімінов Василь Валерійович      | 05.11.2010            | середня спеціальна | член Народної партії                         | Миро -Пільське лісництво, старший майстер лісу                              |
| 23                                    | Вольська Світлана Степанівна    | 05.11.2010            | вища               | член Народної партії                         | «Райффайзен Банк Аваль», пАТ                                                |
| 25                                    | Закусило Сергій Миколайович     | 05.11.2010            | вища               | член Народної партії                         | Миро- пільського лісництва, старший майстер                                 |
| 29                                    | Самарук Лариса Анатоліївна      | 05.11.2010            | середня            | позапартійна                                 | тимчасово не працює                                                         |
| 30                                    | Мажніков Юрій Юрійович          | 05.11.2010            | середня            | позапартійний                                | Шепетівська дистанція колії, обходчик                                       |
| Партія регіонів                       |                                 |                       |                    |                                              |                                                                             |
| 1                                     | Діхтярук Юрій Олексійович       | 05.11.2010            | вища               | позапартійний                                | Миропільська загальноосвітня школа І-ІІ ст., директор                       |
| 7                                     | Розмахова Ганна Геннадіївна     | 05.11.2010            | вища               | позапартійна                                 | Миро-пільський ДНЗ «Казка», завідувачка                                     |
| 11                                    | Євсеєнко Тетяна Анатоліївна     | 05.11.2010            | середня спеціальна | позапартійна                                 | Миропільська селищна рада, секретар                                         |
| 12                                    | Кришталь Віктор Володимирович   | 05.11.2010            | середня спеціальна | член Партії регіонів                         | Миропільська дільнична лікарня, працівник                                   |
| 13                                    | Переденко Людмила Олександрівна | 05.11.2010            | середня спеціальна | член Партії регіонів                         | Миропільська дільнична лікарнія, фельдшер швидкої допомоги                  |
| 15                                    | Ковалюк Людмила Гнатівна        | 05.11.2010            | вища               | позапартійна                                 | Миропільська гімназія, вчитель                                              |
| 17                                    | Романюк Сергій Миколайович      | 05.11.2010            | вища               | позапартійний                                | ТОВ «Граніт», головний інженер                                              |
| 21                                    | Білозерцева Наталія Олексіївна  | 05.11.2010            | вища               | член Партії регіонів                         | Миропільська дільнична лікарня, лікар                                       |
| 22                                    | Заруцька Галина Леонтіївна      | 05.11.2010            | середня спеціальна | член Партії регіонів                         | Миропільської дільничної лікарні, старша медична сестра                     |
| 24                                    | Бабич Ольга Олександрівна       | 05.11.2010            | вища               | член Партії регіонів                         | Миропільська селищна рада, спеціаліст II категорії                          |
| 26                                    | Улановська Тетяна Марцинівна    | 05.11.2010            | середня спеціальна | позапартійна                                 | ТОВ «Граніт», завідувачка їдальні                                           |
| 28                                    | Глінський Леонід Антонович      | 05.11.2010            | середня спеціальна | позапартійний                                | Миропільська селищна рада, інженер — землевпо -рядник                       |
| Українська соціал-демократична партія |                                 |                       |                    |                                              |                                                                             |
| 4                                     | Преднюр Ніна Василівна          | 05.11.2010            | середня спеціальна | член Української соціал-демократичної партії | приватний підприємець                                                       |
| Самовисування                         |                                 |                       |                    |                                              |                                                                             |
| 2                                     | Харчук Василь Петрович          | 05.11.2010            | середня спеціальна | позапартійний                                | Миропільська Селищна рада, військовий обліковець                            |
| 3                                     | Моргунов Петро Григорович       | 05.11.2010            | середня спеціальна | позапартійний                                | КП «Миропільське», директор                                                 |
| 5                                     | Шевчук Світлана Валентинівна    | 05.11.2010            | середня            | позапартійна                                 | 10 ТВУЗу, телефоніст                                                        |
| 6                                     | Прокопов Петро Дмитрович        | 10.01.2011            | вища               | член Партії регіонів                         | Миропільська гімназія, вчитель                                              |
| 9                                     | Риба Людмила Петрівна           | 05.11.2010            | середня спеціальна | позапартійна                                 | Миропільська селищна рада, діловод                                          |
| 16                                    | Березенська Оксана Анатоліївна  | 05.11.2010            | середня            | позапартійна                                 | тимчасово не працює                                                         |
| 18                                    | Скурський Валерій Ростиславович | 05.11.2010            | середня спеціальна | позапартійний                                | Миропільська загальноосвітня школа І-ІІ ст., вчитель                        |
| 19                                    | Кадощук Геннадій Анатолійович   | 05.11.2010            | середня спеціальна | позапартійний                                | Миропільська селищна рада, водій                                            |
| 20                                    | Гиндич Тетяна Василівна         | 05.11.2010            | вища               | позапартійна                                 | Миропільська гімназія, вчитель                                              |
| 27                                    | Цьомик Ірина Іванівна           | 05.11.2010            | середня            | позапартійна                                 | ДЗН «Казка», помічник вихователя                                            |

## Історія
Раду було утворено в 1923 році, як Новомиропільську сільську, в с. Новий Миропіль Миропільської волості Полонського повіту Волинської губернії. 22 лютого 1924 року рада ліквідовано, територію приєднано до Миропільської сільської ради. Відновлена 15 червня 1926 року. 1 жовтня 1941 року на обліку перебували с. Разомовка (Еразмовка) та урочище Хвастівка.
Станом на 1 вересня 1946 року Новомиропільська сільська рада входила до складу Дзержинського району Житомирської області, на обліку в раді перебували с. Новий Миропіль та х. Промінь.
12 квітня 1948 року до смуги с. Новий Миропіль увійшло с. Миропіль, Миропільську сільську раду ліквідовано. 11 серпня 1954 року до складу ради передане с. Старий Миропіль ліквідованої Старомиропільської сільської ради. 5 квітня 1957 року раду було реорганізовано до Новомиропільської селищної ради. 21 липня 1958 року с. Старий Миропіль увійшло до складу смт Новий Миропіль, котрий став називатися Миропіль, внаслідок чого раду було перейменовано на Миропільську селищну. 5 березня 1959 року с. Промінь було передане до складу Булдичівської сільської ради.
Станом на 1 січня 1972 року селищна рада входила до складу Дзержинського району Житомирської області, на обліку в раді перебувало смт Миропіль.
17 січня 1977 року до складу ради було підпорядковане с. Колодяжне, котре 17 вересня 1979 року стало центром окремої сільської ради. Тоді ж було підпорядковане с. Дертка Кам'янської сільської ради.
До 27 грудня 2016 року — адміністративно-територіальна одиниця в Романівському районі Житомирської області з територією 97,65 км², населенням — 5 794 особи (станом на 2001 рік) та підпорядкуванням смт Миропіль та с. Дертка.
Входила до складу Романівського (Миропільського, Дзержинського) району.

### Населення
Кількість населення ради, станом на 1923 рік, становила 2 754 особи, кількість дворів — 652.
Кількість населення ради, станом на 1931 рік, складала 1 412 осіб.
Відповідно до результатів перепису населення СРСР, кількість населення ради, станом на 12 січня 1989 року, становила 6 094 особи.
Станом на 5 грудня 2001 року, відповідно до перепису населення України, кількість мешканців селищної ради становила 5 794 особи.